# 布拉科杜特龙布多
布拉科杜特龙布多是巴西圣卡塔琳娜州的一个市镇。总面积90平方公里，总人口3288人，人口密度36.5人/平方公里。